# 楽 (仏教)
仏教における楽（らく、梵: sukha）とは幸福、安楽を意味する。
楽（sukha）の対義語は苦（duḥkha）であり、ヴェーダの宗教の基本的概念とされた。苦の滅尽は初期仏教のメインテーマであった。

## 語源
Monier-Williams (1964)によれば、スカの語源は su ['good'] + kha ['aperture']とされ、良い車輪の穴を持っているということであり、リグ・ヴェーダにおいては「軽やかに走る」という文意である。

## パーリ経典

### アナナ経
アナナ経（増支部四集,適切業品）においては、釈迦は「在家者の求める富」(gihinā |kāma-bhoginā)について4種類の楽を挙げている。
- 正義の手段によって富を獲得する楽 (atthi-sukha)
- 富を家族、友人、功徳的行為に自由に使う楽 (bhoga-sukha)
- 債務から解放され、借りがない自由の楽 (anaṇa-sukha)
- 憎しみから解放され、思考、言葉、行為で誤りを犯すことなく、完璧で純粋な人生を送る楽 (anavajja-sukha)

賢者（sumedhasa）は4種類のうち、最後の「憎しみからの解放」の楽が、最も在家者の幸せであると知る 。経済的および物質的な楽は、誤りのない良い人生がもたらす精神的な幸福の、16分の1の価値しかない。

### パッタカンマ経
パッタカンマ経（増支部四集,適切業品）では、釈迦は在家者に対し、恵まれた人の四つの行いについて述べている。
- 受用の楽 - 正当な方法で財産を得た在家者について、その使い道を述べる[4]
  - 自分自身の面倒を見て楽しむ
  - 両親に楽をさせて養う
  - 妻子、使用人に楽をさせて養う
  - 親友たち、仲間に楽をさせる
- 財産の確保の楽[4]
  - 財産がなくならないように、適切な対策を取るべきとしている
- 義務を果たせる楽 - 社会の中における自分の義務を果たせる喜び[4]
  - 親族に対する義務
  - 来客、旅人に対する義務。旅の修行者をもてなすなど。
  - 先祖供養の義務
  - 王（施政者）に対する義務
  - 神々に対する供養の義務。土地の神々に対する供養など
- 布施ができる楽 [4]

### カーラーマ経
迦羅摩経（増支部 3.65）では、民衆は釈迦に対し、どのように教えが真実であるかを確かめればよいかを尋ねた。そこで釈迦は、これらに到達し住する(upasampajja vihareyyātha)べき法として、以下を挙げた。
- 利益 (kusalā)
- 過失なきもの (anavajjā)
- 智者 (viññuppasatthā) から賞賛されるもの
- 完遂され受持されたならば、利益と安楽へと導かれるもの(samattā samādinnā hitāya sukhāya)

この対話で釈迦は、三毒たる貪(lobha)、瞋 (dosa)、癡 (moha) が無くなれば、これらの幸福がもたらされることを、民衆との対話で合意したのである。

### ダンマパダ
Jighacchāparamā rogā saṅkhāraparamā dukhā

Etaṃ ñatvā yathābhūtaṃ nibbāṇaparamaṃ sukhaṃ.

飢えることは、最悪の病である。

サンカーラは、最悪の苦しみである。

このことをあるがまま知る者にとって、涅槃は最高の幸福である。
—パーリ仏典, ダンマパダ,203, Sri Lanka Tripitaka Project 